# Село имени Розы Люксембург
и́мени Ро́зы Люксембу́рг (каз. Роза Люксембург атындағы) — упразднённое село в Буландынском районе Акмолинской области Казахстана. Входило в состав Карамышевского сельского округа. Код КАТО — 114043405.

## География
Село распалогалось в северо-западе района, на расстоянии примерно 65 километров (по прямой) к юго-западу от административного центра района — города Макинск, в 20 километрах к северо-западу от административного центра сельского округа — аула Шубарагаш.

## История
Постановлением акимата Акмолинской области от 16 октября 2009 года № А-11/432 и решением Акмолинского областного маслихата от 16 октября 2009 года № 4С-17-7 «Об упразднении и преобразовании некоторых населенных пунктов и сельских округов Акмолинской области по Буландинскому, Жаксынскому и Сандыктаускому районам» (зарегистрированное Департаментом юстиции Акмолинской области 26 ноября 2009 года № 3336):
- село имени Розы Люксембург было переведено в категорию иных поселений и включено в состав села Отрадное.

## Население
В 1989 году население села составляло 561 человек (из них немцы — основное население).
В 1999 году население села составляло 259 человек (142 мужчины и 117 женщин). По данным переписи 2009 года, в селе проживало 8 человек (5 мужчин и 3 женщины).
| Численность населения | Численность населения | Численность населения |
| 1989                  | 1999                  | 2009                  |
| --------------------- | --------------------- | --------------------- |
| 561                   | ↘259                  | ↘8                    |